# Дивна історія газети Браунлоу
«Дивна історія газети Браунлоу» (англ. The Queer Story of Brownlow's Newspaper) — оповідання англійського письменника Герберта Веллса. Видане у 1932 році.

## Сюжет
Історія відбувається 10 листопада 1931 року. Головний герой, Браунлоу, одного разу сідає почитати газету «Evening Standard». Він зауважує, що вона доставлена за його адресою, але на чуже ім'я. Спершу Браунлоу спантеличують заголовки, змісту яких він не розуміє. Потім чоловік бачить дату випуску газети — 10 листопада 1971 року. В цій газеті усі зображення кольорові. Там описані тенденції про зниження народжуваності, упір на особисті історії, згадки про геотермальні джерела енергії, вимирання горил, дефіцит деревини, а також інші цікаві пророцтва. Браунлоу зауважує, що люди на фото гарні та носять помітно менше одягу, а замість сумок мають своєрідні широкі браслети. Він не знаходить відомостей про жодну велику державу, включаючи США, Британію та СРСР (хоча згадуються бої під Іркутськом). Читач робить висновок, що суспільство організоване якось інакше, в щось на кшталт усесвітньої федерації. Браунлоу дивується як світ зміниться всього за 40 років, але потім згадує бурхливі зміни в XIX столітті й вирішує, що це не так уже й дивно.
Наступного ранку Браунлоу хоче продовжити читання, але виявляється, що покоївка викинула газету, не помітивши в ній нічого незвичайного. Все, що лишилося — це обгортка від газети, котра складається, як потім виявилося, з алюмінію. Браунлоу не знає чи йому прийшла газета з майбутнього, чи це він на вечір перенісся в майбутнє. Оповідач припускає, що 10 листопада 1971 року новий орендар того ж приміщення отримає номер газети за 10 листопада 1931 року. Це і буде головним доказом, що ця історія правдива.